# Conjetura de Polignac
En teoría de números, Alphonse de Polignac formuló la denominada conjetura de Polignac en 1849, que se expresa de la forma siguiente:
Para cualquier número par n positivo, hay infinitas diferencias entre números primos consecutivos de tamaño n. En otras palabras: hay infinitos casos de dos números primos consecutivos cuya diferencia es n.

## Avances posteriores
Aunque la conjetura aún no se ha probado ni refutado para ningún valor dado de n, en 2013 Yitang Zhang hizo un avance importante al demostrar que hay infinitas diferencias entre dos números primos consecutivos de tamaño n para algún valor de n < 70.000.000. Más tarde ese año, James Maynard anunció un avance relacionado, mediante el que demostró que hay una cantidad infinita de espacios entre números primos de algún tamaño inferior o igual a 600. A partir del 14 de abril de 2014, un año después del anuncio de Zhang, según el Polymath project wiki, n se ha reducido a 246. Además, asumiendo la conjetura de Elliott–Halberstam y su forma generalizada, el proyecto Polymath establece que n se ha reducido a 12 y 6, respectivamente.
Para n = 2, la conjetura hace referencia a los números primos gemelos. Para n = 4, dice que hay infinitos números primos primos (p, p + 4). Para n = 6, dice que hay infinitos números primos sexis (p, p + 6) sin números primos entre p y p + 6.
La conjetura de Dickson generaliza la conjetura de Polignac para cubrir todas las constelaciones principales.

## Densidad conjeturada
Sea {\displaystyle \pi _{n}(x)} para n par el número de huecos primos de tamaño n por debajo de x.
Para n=2, los números primos gemelos, se tiene que su densidad asintótica es de la forma
{\displaystyle \pi _{n}(x)\sim 2C_{n}{\frac {x}{(\ln x)^{2}}}\sim 2C_{n}\int _{2}^{x}{dt \over (\ln t)^{2}}}
donde Cn es una función de n, y {\displaystyle \sim } significa que el cociente de dos expresiones que tiende a 1 cuando x tiende a infinito.
C2 es la constante prima gemela
{\displaystyle C_{2}=\prod _{p\geq 3}{\frac {p(p-2)}{(p-1)^{2}}}\approx 0.660161815846869573927812110014\dots }
donde el producto se extiende sobre todos los números primos p ≥ 3.
Cn es C2 multiplicado por un número que depende de los factores primos impares q de n:
{\displaystyle C_{n}=C_{2}\prod _{q|n}{\frac {q-1}{q-2}}.}
Por ejemplo, C4 = C2 y C6 = 2C2. Los primos gemelos tienen la misma densidad conjeturada que los primos primos y la mitad que los primos sexis.
Téngase en cuenta que cada factor primo impar q de n aumenta la densidad conjeturada en comparación con los primos gemelos por un factor de {\displaystyle {\tfrac {q-1}{q-2}}}.
A continuación se introduce un argumento heurístico. Se basa en algunas suposiciones no probadas, por lo que la conclusión sigue siendo una conjetura. La probabilidad de que un primo impar aleatorio q divida a a o a + 2 en un par de primos gemelos aleatorios "potenciales" es {\displaystyle {\tfrac {2}{q}}}, ya que q divide a uno de los q números de a a a + q − 1. Ahora supóngase que q divide a n y considere un par primo potencial (a, a + n). q divide a a + n si y solo si q divide a a, y la probabilidad de que eso ocurra es {\displaystyle {\tfrac {1}{q}}}. La probabilidad de que (a, a + n) esté libre del factor q, dividida por la probabilidad de que (a , a + 2) está libre de q, luego se convierte en {\displaystyle {\tfrac {q-1}{q}}} dividido por {\displaystyle {\tfrac {q-2}{q}}}. Esto es igual a {\displaystyle {\tfrac {q-1}{q-2}}} que se transfiere a la densidad prima conjeturada. En el caso de n = 6, el argumento se simplifica a: Si a es un número aleatorio, entonces 3 tiene 2/3 de probabilidad de dividir a o a + 2, pero solo 1/3 de probabilidad de dividir a y a + 6, por lo que se conjetura que el último par tiene el doble de probabilidades de ser primos.